# Salicicola vayssierei
Salicicola vayssierei är en insektsart som först beskrevs av Alfred Serge Balachowsky 1928.  Salicicola vayssierei ingår i släktet Salicicola och familjen pansarsköldlöss. Inga underarter finns listade i Catalogue of Life.